# Émilie Loit
Émilie Loit   (Cherbourg, 9 de juny de 1979) és una tennista professional francesa retirada.
En el seu palmarès consten tres títols individuals del circuit WTA, tots tres sobre terra batuda, i un total de setze títols de dobles femenins. Va arribar al 27è lloc del rànquing individual i 15è del rànquing de dobles. Va formar part de l'equip francès de la Fed Cup, col·laborant en el títol aconseguit en l'edició de 2003.

## Palmarès

### Individual: 3 (3−0)
| Llegenda                     |
| ---------------------------- |
| Grand Slam (0−0)             |
| WTA Tour Championships (0−0) |
| Tier I (0−0)                 |
| Tier II (0−0)                |
| Tier III (1−0)               |
| Tier IV (0−0)                |
| Tier V (2−0)                 |

| Títols per superfície |
| --------------------- |
| Dura (0−0)            |
| Gespa (0−0)           |
| Terra batuda (3−0)    |

| Resultat   | Núm. | Data               | Torneig            | Superfície   | Oponent           | Marcador    |
| ---------- | ---- | ------------------ | ------------------ | ------------ | ----------------- | ----------- |
| Guanyadora | 1.   | 11 d'abril de 2004 | Casablanca, Marroc | Terra batuda | Ľudmila Cervanová | 6−2, 6−2    |
| Guanyadora | 2.   | 18 d'abril de 2004 | Estoril, Portugal  | Terra batuda | Iveta Benešová    | 7−5, 7−6(1) |
| Guanyadora | 3.   | 3 de març de 2007  | Acapulco, Mèxic    | Terra batuda | Flavia Pennetta   | 7−6(0), 6−4 |

### Dobles femenins: 26 (16−10)
| Llegenda                     |
| ---------------------------- |
| Grand Slam (0−0)             |
| WTA Tour Championships (0−0) |
| Tier I (0−0)                 |
| Tier II (3−3)                |
| Tier III (2−4)               |
| Tier IV (8−3)                |
| Tier V (3−0)                 |

| Títols per superfície |
| --------------------- |
| Dura (8−6)            |
| Gespa (0−0)           |
| Terra batuda (6−2)    |
| Moqueta (2−2)         |

| Resultat   | Núm. | Data                   | Torneig                | Superfície   | Parella                  | Oponents                                | Marcador         |
| ---------- | ---- | ---------------------- | ---------------------- | ------------ | ------------------------ | --------------------------------------- | ---------------- |
| Finalista  | 1.   | 16 de gener de 1999    | Hobart, Austràlia      | Dura         | Alexia Dechaume-Balleret | M. de Swardt Elena Tatarkova            | 1−6, 2−6         |
| Guanyadora | 1.   | 21 de novembre de 1999 | Pattaya, Tailàndia     | Dura         | Åsa Carlsson             | E. Koulikovskaya Patricia Wartusch      | 6−1, 6−4         |
| Guanyadora | 2.   | 15 de gener de 2000    | Hobart                 | Dura         | Rita Grande              | Kim Clijsters Alicia Molik              | 6−2, 2−6, 6−3    |
| Finalista  | 2.   | 13 de febrer de 2000   | París, França          | Moqueta (i)  | Åsa Carlsson             | J. Halard-Decugis Sandrine Testud       | 6−3, 3−6, 4−6    |
| Guanyadora | 3.   | 18 de febrer de 2001   | Niça, França           | Moqueta (i)  | Anne-Gaëlle Sidot        | Kimberly Po Nathalie Tauziat            | 1−6, 6−2, 6−0    |
| Guanyadora | 4.   | 18 d'abril de 2002     | Budapest, Hongria      | Terra batuda | Catherine Barclay        | Elena Bovina Zsófia Gubacsi             | 4−6, 6−3, 6−3    |
| Finalista  | 3.   | 14 de setembre de 2002 | Bahia, Brasil          | Dura         | Rossana de los Ríos      | V. Ruano Pascual Paola Suárez           | 4−6, 1−6         |
| Finalista  | 4.   | 4 de gener de 2003     | Gold Coast, Austràlia  | Dura         | Nathalie Dechy           | Svetlana Kuznetsova Martina Navrátilová | 4−6, 4−6         |
| Guanyadora | 5.   | 12 de gener de 2003    | Canberra, Austràlia    | Dura         | Tathiana Garbin          | Dája Bedáňová Dinara Safina             | 6−3, 3−6, 6−4    |
| Finalista  | 5.   | 16 de febrer de 2003   | Anvers, Bèlgica        | Moqueta (i)  | Nathalie Dechy           | Kim Clijsters Ai Sugiyama               | 2−6, 0−6         |
| Guanyadora | 6.   | 2 de març de 2003      | Acapulco, Mèxic        | Terra batuda | Åsa Svensson             | Petra Mandula Patricia Wartusch         | 6−3, 6−1         |
| Finalista  | 6.   | 14 de setembre de 2003 | Bali, Indonèsia        | Dura         | Nicole Pratt             | Angelique Widjaja María Vento-Kabchi    | 5−7, 2−6         |
| Guanyadora | 7.   | 21 de setembre de 2003 | Xangai, Xina           | Dura         | Nicole Pratt             | Ai Sugiyama Tamarine Tanasugarn         | 6−3, 6−3         |
| Guanyadora | 8.   | 11 d'abril de 2004     | Casablanca, Marroc     | Terra batuda | Marion Bartoli           | Els Callens Katarina Srebotnik          | 6−4, 6−2         |
| Guanyadora | 9.   | 8 de maig de 2005      | Rabat (2)              | Terra batuda | Barbora Strýcová         | L. Domínguez Lino N. Llagostera Vives   | 3−6, 7−6(6), 7−5 |
| Guanyadora | 10.  | 15 de maig de 2005     | Praga, Txèquia         | Terra batuda | Nicole Pratt             | Jelena Kostanić Barbora Strýcová        | 6−7(6), 6−4, 6−4 |
| Guanyadora | 11.  | 14 d'agost de 2005     | Estocolm, Suècia       | Dura         | Katarina Srebotnik       | Eva Birnerová Mara Santangelo           | 6−4, 6−3         |
| Guanyadora | 12.  | 31 de juliol de 2005   | Budapest, Hongria      | Terra batuda | Katarina Srebotnik       | L. Domínguez Lino Marta Marrero         | 6−1, 3−6, 6−2    |
| Guanyadora | 13.  | 9 d'octubre de 2005    | Taixkent, Uzbekistan   | Dura         | Maria Elena Camerin      | Anastasia Rodiónova Galina Voskobóieva  | 6−3, 6−0         |
| Guanyadora | 14.  | 30 d'octubre de 2005   | Hasselt, Bèlgica       | Dura (i)     | Katarina Srebotnik       | Michaëlla Krajicek Ágnes Szávay         | 6−3, 6−4         |
| Finalista  | 7.   | 7 de gener de 2006     | Auckland, Nova Zelanda | Dura         | Barbora Strýcová         | Elena Likhovtseva Vera Zvonariova       | 3−6, 4−6         |
| Guanyadora | 15.  | 13 de gener de 2006    | Hobart (2)             | Dura         | Nicole Pratt             | Jill Craybas Jelena Kostanić            | 6−2, 6−1         |
| Guanyadora | 16.  | 12 de febrer de 2006   | París                  | Moqueta (i)  | Květa Peschke            | Cara Black Rennae Stubbs                | 7−6(5), 6−4      |
| Finalista  | 8.   | 6 de març de 2006      | Acapulco               | Terra batuda | Shinobu Asagoe           | Anna-Lena Grönefeld Meghann Shaughnessy | 1−6, 3−6         |
| Finalista  | 9.   | 24 de setembre de 2006 | Portorož, Eslovènia    | Dura         | Eva Birnerová            | Lucie Hradecká Renata Voráčová          | Renúncia         |
| Finalista  | 10.  | 3 de març de 2007      | Acapulco (2)           | Terra batuda | Nicole Pratt             | A. Parra Santonja L. Domínguez Lino     | 3−6, 3−6         |

### Equips: 1 (1−0)
| Resultat   | Núm. | Data                      | Torneig                        | Superfície  | Equip                                      | Oponents                                                                 | Marcador |
| ---------- | ---- | ------------------------- | ------------------------------ | ----------- | ------------------------------------------ | ------------------------------------------------------------------------ | -------- |
| Guanyadora | 1.   | 22−23 de novembre de 2003 | Copa Federació, Moscou, Rússia | Moqueta (i) | S. Cohen-Aloro Amélie Mauresmo Mary Pierce | Martina Navrátilová Lisa Raymond Meghann Shaughnessy Alexandra Stevenson | 4−1      |

## Trajectòria

### Individual
| Open d'Austràlia | A   | A  | 4R | 2R  | 3R | 1R | 1R | 2R | 1R | 2R | 2R | 1R  | Q1 | 0 / 11 | 9 – 11  |
| Roland Garros | 1R  | 2R | 1R | 3R  | 1R | 3R | 2R | 2R | 3R | 2R | 1R | 3R  | 1R | 0 / 13 | 12 – 13 |
| Wimbledon | A   | A  | 1R | Q2  | 2R | 2R | 3R | 1R | 1R | 1R | 2R | 2R  | A  | 0 / 9  | 6 – 9   |
| US Open | A   | A  | 1R | Q2  | 2R | 2R | 3R | 1R | 1R | 2R | 1R | 1R  | A  | 0 / 9  | 5 – 9   |
| Rànquing a final d'any | 281 | 98 | 98 | 102 | 94 | 58 | 41 | 45 | 81 | 58 | 45 | 138 | –  |        |         |
| Llegenda: G: Guanyadora; F: Finalista; SF: Semifinalista; QF: Quarts de final; Q: Qualificació; A: Absent; RR: Round Robin; |     |    |    |     |    |    |    |    |    |    |    |     |    |        |         |

### Dobles femenins
| Open d'Austràlia | A   | A  | 1R | 2R | 1R | 2R | 3R | 2R | 1R | 3R | 2R | A   | A  | 0 / 9  | 8 – 9   |
| Roland Garros | 2R  | 3R | 1R | 1R | 2R | 1R | QF | 2R | QF | 1R | 1R | 2R  | 1R | 0 / 13 | 12 – 13 |
| Wimbledon | A   | 2R | 2R | 2R | 2R | 2R | 3R | QF | 3R | 1R | 2R | 2R  | A  | 0 / 11 | 14 – 11 |
| US Open | A   | QF | 2R | 1R | 1R | 1R | 2R | 3R | 3R | 1R | 3R | 1R  | A  | 0 / 11 | 11 – 11 |
| Rànquing a final d'any | 213 | 69 | 51 | 57 | 60 | 67 | 15 | 31 | 29 | 49 | 42 | 134 | –  |        |         |
| Llegenda: G: Guanyadora; F: Finalista; SF: Semifinalista; QF: Quarts de final; Q: Qualificació; A: Absent; RR: Round Robin; |     |    |    |    |    |    |    |    |    |    |    |     |    |        |         |

### Dobles mixts
| Open d'Austràlia | A  | 1R | A  | A  | 1R | 1R | 1R | A | A  | 0 / 4 | 0 – 4 |
| Roland Garros | 1R | 1R | 1R | 1R | 1R | 1R | 2R | A | 1R | 0 / 8 | 1 – 8 |
| Wimbledon | A  | A  | A  | A  | A  | A  | A  | A | A  | 0 / 0 | 0 – 0 |
| US Open | A  | A  | A  | A  | A  | A  | A  | A | A  | 0 / 0 | 0 – 0 |
| Llegenda: G: Guanyadora; F: Finalista; SF: Semifinalista; QF: Quarts de final; Q: Qualificació; A: Absent; RR: Round Robin; |    |    |    |    |    |    |    |   |    |       |       |